# MLC Centre
MLC Centre je mrakodrap v australském Sydney. Postaven byl podle návrhu, který vypracovala firma Harry Seidler & Associates. Má 60 podlaží a výšku 228 m (anténa se napočítá). Výstavba probíhala v letech 1972 až 1977. Budova disponuje 100 000 m2 převážně kancelářských prostor.